# 宋日昌
宋日昌（1903年3月—1995年9月7日），曾用名秉铎，安徽颍上人，中华人民共和国政治人物。

## 生平
宋日昌是辛亥革命烈士宋吉生之子。自南京的国立东南大学体育系肄业。1927年3月，宋日昌在武汉加入中国共产党，同年8月，在叶挺的国民革命军第二十五师当排长的宋日昌随部队参加南昌起义。南昌起义军在广东被打散后，宋日昌流亡上海，后得王亚樵的安徽帮相助，逃脱了军警的追捕。1927年底，中央军委派宋日昌到南京，加入“清凉山小组”（1927年5月由宋绮云建立，成员有宋日昌、曹冷泉等）的地下活动。宋日昌任中共南京市委委员、中共浦口区委书记。在南京期间，宋日昌利用与闲居南京的安徽籍中国国民党元老柏文蔚的关系，搞到不少重要情报。后因遭人举报，宋日昌被捕。家人闻讯后，托同乡的国民革命军第三十三军副军长鲍刚出面疏通，宋日昌获释改为“监视居住”。此后，一说1935年宋日昌任教于山西省立第一师范学校；另一说宋日昌出狱后赴日本，1937年七七事变后从日本回国，或者1936年西安事变后即从日本回国，1937年1月参加山西的牺牲救国同盟会。
抗日战争爆发后，宋日昌参加八路军一二〇师。1938年2月，重新加入中国共产党。1940年，调往新四军第四师工作，后来又调入新四军第一师工作。历任豫皖苏联防委员会民政处长，苏中行政公署民政处处长，苏中粮食局局长，苏南行政公署副主任、党组书记等职。
第二次国共内战期间，宋日昌历任山东省人民政府民政厅副厅长，支前委员会政治部部长，胶东行政公署代理主任、党组书记，华东野战军先遣纵队政治部主任，中国人民解放军合肥市军事管制委员会副主任等职务。1949年，任皖北行政公署主任兼支前委员会司令。
1950年起，宋日昌历任华东军政委员会民政部部长，华东行政委员会副秘书长、民族事务委员会主任。1955年2月至1966年10月，任上海市副市长，长期分管农业等工作。1959年2月至1962年7月，兼任中共上海市委农村工作委员会副主任、上海市人民委员会农业办公室主任。“文化大革命”期间，宋日昌受到残酷迫害。1979年5月至1985年7月，历任上海市政协第五、六届副主席。他还任上海老龄问题委员会名誉主任，中国书法家协会上海分会主席。
1995年9月7日，宋日昌在上海逝世。

## 家庭
宋日昌有子女七人（六男一女），其中宋崇最小。
- 父：宋吉生，辛亥革命烈士。
- 妻：游云
- 长子：宋巍
- 二子：宋峥，1950年参军，曾加入中国人民志愿军参加了抗美援朝战争。1960年复员后，被分配到中国东北一个县城当中学校长，且结婚并有了孩子。经宋日昌说服，宋峥来到上海复习功课，准备高考，后来考入北京外贸学院。退休前是山东省外贸局局长。
- 三子：宋岗
- 四子：宋岚，上海第二医学院毕业后，被分配到上海市第六医院，担任陈中伟断手再接的助手，还任上海市卫生局的团委书记。文化大革命中遭受迫害，以“现行反革命罪”被关押入狱，上海造反派头目胡永年倚仗江青、张春桥等人的势力，指使暴徒对宋岚刑讯逼供，用铁棒猛击宋岚头部，致使宋岚后脑破碎，鲜血迸发，最后宋岚用自己的鲜血在墙上写下“打倒江青！”四个大字，当天便去世。粉碎“四人帮”后，宋岚被评为革命烈士。
- 五子：宋峻
- 六子：宋崇，导演
- 长女：宋均[6]